# Brasidas (persoon)
Brasidas (Oudgrieks: Βρασίδας) was de belangrijkste Spartaanse veldheer tijdens de eerste fase van de Peloponnesische Oorlog.

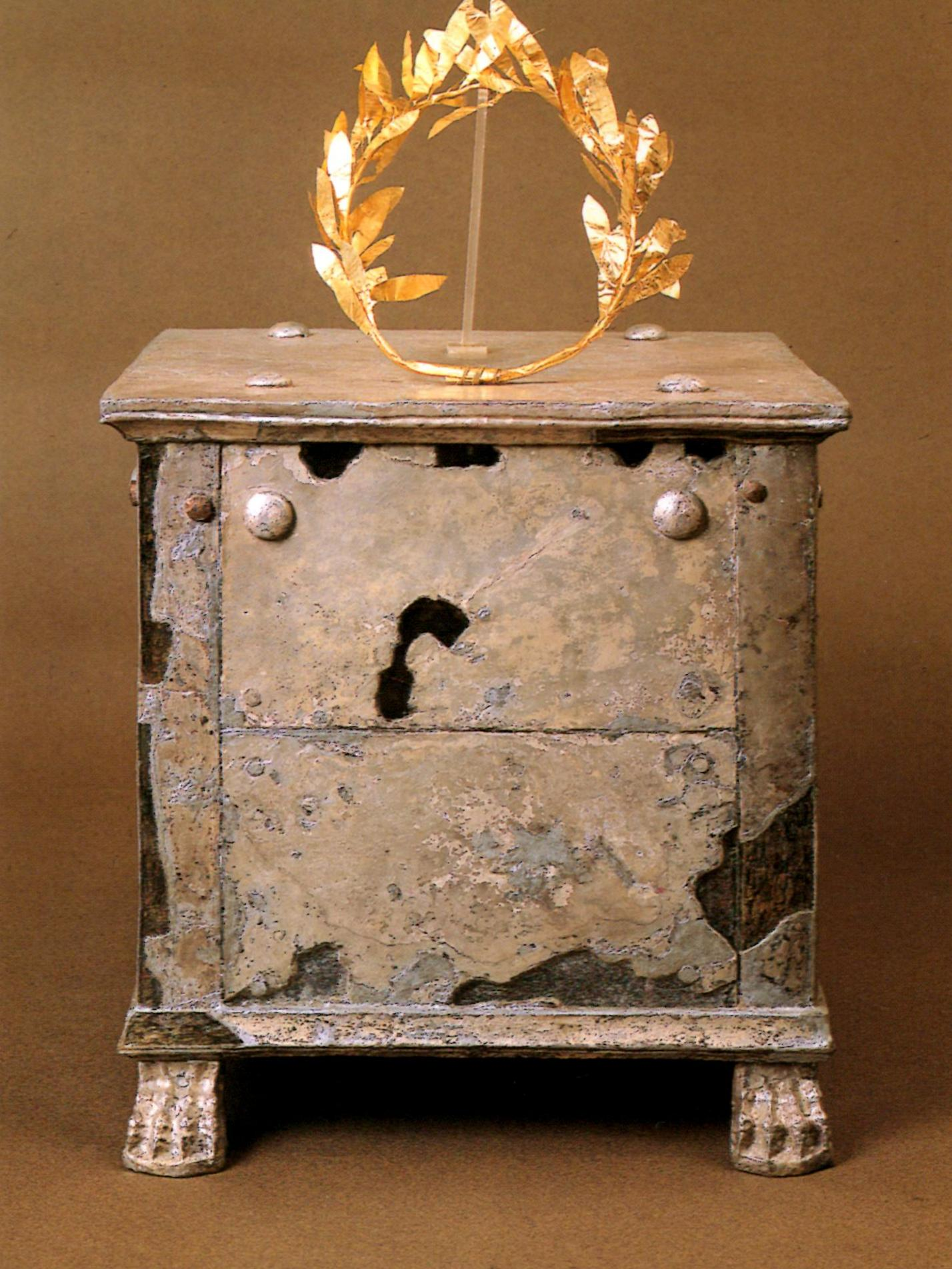
Zilveren grafurne van Brasidas, opgegraven te Amfipolis in 1976

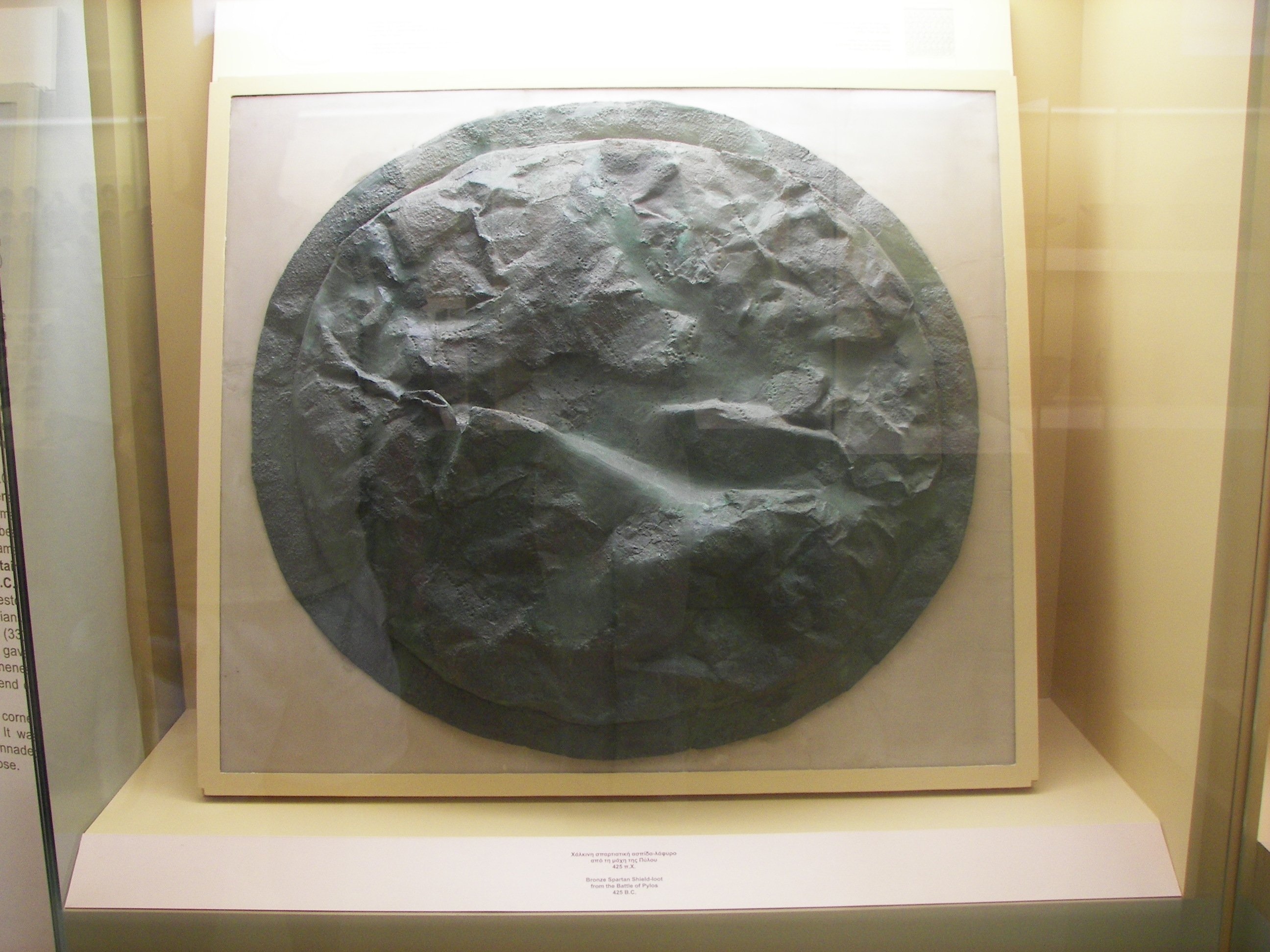
Het zogenaamde schild van Brasidas in Athene

Toch werd Brasidas aanvankelijk belast met minder belangrijke opdrachten. Nadat hij in het eerste jaar van de oorlog een Atheense aanval op Methone had weten af te slaan en zich vervolgens meermaals had onderscheiden, wist hij, met de steun van door gezantschappen van Perdiccas II van Macedonië en van enkele steden op Chalcidice, de ephoren te overhalen dat men de Atheners in hun kolonies en hun bondgenoten moest aanvallen.
In 424 v.Chr. trok hij aan het hoofd van een klein leger door Griekenland om de Atheense steunpunten aan te vallen en maakte, meer door overreding dan door geweld, vele belangrijke steden in Macedonië en Thracië, waaronder Amphipolis alsook enkele steden in de Chersonesos, van de Atheners afvallig.
Energiek en succesvol als hij was, weigerde hij zich neer te leggen bij de voorwaarden van de Nicias-vrede in 423 v.Chr. Hij steunde de opstand van een aantal steden tegen Athene en versloeg in 422 v.Chr. de tegen hem uitgestuurde Cleon in een verrassingsaanval tegen Amphipolis. Er sneuvelden slechts acht Spartanen. Brasidas raakte zelf tijdens de vijandelijkheden dodelijk gewond, maar bleef wel nog lang genoeg in leven om te vernemen dat hij ook zijn laatste veldslag had gewonnen. Ook zijn tegenstander Cleon, die ook tegen de vrede was, kwam hierbij om het leven. De Vrede van Nicias kon nu goed tot zijn recht komen.
Hij werd na zijn dood als heros in Amphipolis vereerd.